# María Josefa García Granados
María Josefa García Granados (10 juillet 1796, El Puerto de Santa María - 28 septembre 1848, Guatemala) est une personnalité politique et femme de lettres guatémaltèque.
Née en Espagne, María Josefa García Granados arrive au Guatemala en 1810 alors qu'elle a 14 ans. Elle est la sœur de Miguel García Granados, président du Guatemala de 1871 à 1873.
En 1821, lors de l'indépendance du Guatemala, elle est considérée comme une figure de la vie intellectuelle du pays. Femme de lettres, elle participe à l'introduction du romantisme dans son pays.